# Ревівка (Новогеоргіївський район)
Ревівка — колишнє село Новогеоргіївського району Кіровоградської області. Затоплене Кременчуцьким водосховищем.
У ХІХ ст. Ревівка, як містечко, входило до Новогеоргієвської волості у складі Олександрійського повіту Херсонської губернії.
При створенні Кременчуцького водосховища (поч. 1960-х рр.), Ревівка, на відміну більшості інших затоплених сіл, не була поглинена водами безпосередньо цієї величезної водойми. Проте із загальним підняттям рівня води, неширока річка Цибульник (по обидві сторони якої була Ревівка) розширилась настільки, що повністю поглинула давнє село.
Мешканці села були переселені переважно до теперішнього Заводського мікрорайону Світловодська (за 1-1,5 км на схід від місцезнаходження колишнього села). Одна з основних вулиць мікрорайону має назву — Ревівська.